# Middernacht
Middernacht is het tijdstip van twaalf uur 's nachts, wanneer officieel de ene dag overgaat in de volgende.
In Friesland werd middernacht ook wel paardemiddag genoemd.

## Tijdsaanduiding
Het middernachtelijk tijdstip tussen dinsdag en woensdag kan worden aangeduid als dinsdag 24.00 uur of als woensdag 0.00 uur. In de Angelsaksische notatie is het Wednesday 12.00 AM.
Sommige activiteiten in het burgerlijk leven gaan na middernacht verder – anders gezegd, de mensen gaan pas na middernacht naar bed. Men spreekt dan wel van "dinsdag" terwijl het eigenlijk al woensdag is. De spoorwegen zijn daar duidelijk in: een trein die dinsdag om 0.10 uur vertrekt, rijdt in de nacht van dinsdag op woensdag.
In de dienstregeling van vliegtuigen wordt soms 23.59 uur geschreven als een vliegtuig om middernacht aankomt. Andere tijden zijn steeds op een veelvoud van vijf minuten.

## Volksverhalen
Het tijdsinterval van 0.00 uur tot 1.00 uur, wordt ook vaak het spookuur genoemd ("Van twaalf tot één, zijn de spoken op de been"). Dit heeft te maken met het feit dat dit tijdstip het verst van de dag (het licht) vandaan ligt. Zoals het licht geassocieerd wordt met het goede, wordt de nacht gezien als het tijdstip voor het kwade. Vandaar dat het middernachtelijke tijdstip vaak een rol speelt in volksverhalen en sprookjes. Dit wordt ook gebruikt in het muziekstuk Danse macabre van de Franse componist Camille Saint-Saëns. Deze begint met 12 middernachtelijke klokslagen die gespeeld worden op een harp, waarna de "macabere dans" begint.
Dat dit niet altijd zo hoeft te zijn, blijkt uit de muziekcompositie Um Mitternacht uit de cyclus Rückert-Lieder van Gustav Mahler. In dit lied spelen gevoelens van nietigheid en de aanwezigheid van het goddelijke (het goede) een grote rol.
In volksverhalen speelt middernacht tijdens kerstmis een belangrijke rol, wezens verschijnen of op een andere manier is contact te leggen met de geestenwereld. Soms gaat dit enkel om geluid, zoals in een sage van het Kasteel Magerhorst uit Duiven. In A Christmas Carol verschijnt de derde geest net na middernacht.

## Noorderzon
"Met de noorderzon vertrekken" werd oorspronkelijk middernacht bedoeld.